# Distretto di San Pedro de Pillao
Il distretto di San Pedro de Pillao è uno degli otto distretti della provincia di Daniel Alcides Carrión, in Perù. Si trova nella regione di Pasco e si estende su una superficie di 92,17 chilometri quadrati.
Istituito il 15 dicembre 1959, ha per capitale la città di San Pedro de Pillao.